# Филип Ленард
Филип Едуард Антон фон Ленард (7. јун 1862 — 20. мај 1947) био је немачки теоријски физичар и добитник Нобелове награде за физику 1905. за његово истраживање катодних зрака и откривање многих њихових својстава. Он је је био националиста и антисемитиста; као активни пропонент нацистичке идеологије, он је подржавао Адолфа Хитлера током 1920-их и био је важан узор за покрет „Немачка физика” током нацистичког раздобља. Познат је по томе што је научни допринос Алберта Ајнштајна назвао „јеврејском физиком”.

## Детињство и младост
Филип Ленард је рођен у Пожуну (данашњој Братислави), дана 7. јуна 1862 у краљевини Угарска. Ленардова фамилија је првобитно дошла из Тирола у 17. веку, и Ленардови родитељи су говорили немачки (Карпатски Немци). Његов отац, Филип фон Ленардис (1812–1896), био је трговац вином у Пожуну. Његова мајка је била Антони Бауман (1831–1865). Млади Ленард је студирао у Краљевској католичкој средњој школи у Братислави (данас Гамча), и како пише у својој аутобиографији, то је на њега оставило велики утисак (посебно личност његовог учитеља Виргила Клата). Године 1880. студирао је физику и хемију у Бечу и Будимпешти. Године 1882. Ленард је напустио Будимпешту и вратио се у Пожун, али се 1883. године преселио у Хајделберг, након што му је одбијен тендер за место асистента на Универзитету у Будимпешти. У Хајделбергу је студирао под славним Робертом Бунсеном, изузев једног семестра током кога је у Берлину радио под надзором Хермана фон Хелмхолца, и 1886. године стекао је докторат. Године 1887. поново је радио у Будимпешти у лабораторији Лоранда Етвоша као демонстрант. Након позиција у Ахену, Бону, Бреслау, Хајделбергу (1896–1898) и Килу (1898–1907), вратио се на Универзитет у Хајделбергу 1907. године као шеф Института Филип Ленард. Године 1905. Ленард је постао члан Краљевске шведске академије наука, а 1907. године Мађарске академије наука.
Његови рани радови обухватали су студије фосфоресценције и луминисценције и проводљивости пламена.

## Доприноси физици

### Фотоелектрична истраживања
Као физичар, Ленардов највећи допринос је био у проучавању катодних зрака, које је започео 1888. Пре његовог рада, катодни зраци су се производили у примитивним, делимично евакуисаним стакленим цевима које су имале металне електроде у себи, преко којих је могао да се успостави висок напон. Катодне зраке је било тешко проучавати коришћењем овог аранжмана, јер су били унутар затворених стаклених цеви, тешко доступни и зато што су зраци били у присуству молекула ваздуха. Ленард је превазишао ове проблеме тако што је осмислио методу прављења малих металних прозора у стаклу који су били довољно дебели да могу да издрже разлике у притиску, али довољно танки да омогуће пролаз зрацима. Направивши прозор за зраке, могао је да их пропусти у лабораторију, или, алтернативно, у другу комору која је била потпуно евакуисана. Ови прозори су постали познати као Ленардови прозори. Он је био у стању да погодно детектује зраке и мери њихов интензитет помоћу листова папира обложених фосфоресцентним материјалима.
Ленард је приметио да је апсорпција катодних зрака, у првом реду, била пропорционална густини материјала кроз који су направљени да прођу. Чинило се да је то у супротности са идејом да су они нека врста електромагнетног зрачења. Такође је показао да зраци могу да прођу кроз неколико инча ваздуха нормалне густине, и изгледало је да су расејани њиме, што имплицира да су то честице које су чак и мање од молекула у ваздуху. Он је потврдио неке од радова Џ. Џ. Томсона, који су на крају довели до разумевања да су катодни зраци токови негативно наелектрисаних енергетских честица. Он их је назвао кванти електрицитета или скраћено кванти, по Хелмхолцу, док је Томсон предложио назив корпускуле, али су на крају електрони постали свакодневни термин. У вези са његовим и другим ранијим експериментима о апсорпцији зрака у металима, општа спознаја да су електрони саставни делови атома омогућила је Ленарду да тачно тврди да се атоми највећим делом састоје од празног простора. Он је предложио да се сваки атом састоји од празног простора и електрично неутралних корпускула званих „динамиде”, од којих се свака састоји од електрона и једнаког позитивног наелектрисања.
Као резултат његових истраживања на Круксовој цеви, он је показао да су зраци произведени зрачењем метала у вакууму ултраљубичастом светлошћу у многим аспектима слични катодним зрацима. Његова најважнија запажања су била да је енергија зрака независна од интензитета светлости, али је већа за краће таласне дужине светлости.
Ова последња запажања Алберт Ајнштајн је објаснио као квантни ефекат. Ова теорија је предвидела да ће дијаграм енергије катодног зрака у односу на фреквенцију бити права линија са нагибом једнаким Планковој константи, h. Показало се да је то био случај неколико година касније. Фотоелектрична квантна теорија је био рад који је цитиран када је Ајнштајн добио Нобелову награду за физику 1921. Сумњичав према општем додворавању Ајнштајну, Ленард је постао истакнути скептик релативности и Ајнштајнових теорија уопште; он, међутим, није оспорио Ајнштајново објашњење фотоелектричног ефекта. Ленард је постао изузетно огорчен због заслуга Вилхелма Рендгена, који је добио прву Нобелову награду за физику 1901. године, за откриће рендгенских зрака, упркос чињеници да је Рендген био Немац и није Јевреј. Ленард је написао да је он, а не Рентген, био „мајка рендгенских зрака”, пошто је изумео апарат који се користи за њихову производњу. Ленард је упоредио Рендгенову улогу са улогом "бабице" која само помаже при порођају.
Ленард је 1905. добио Нобелову награду за физику као признање за овај рад.

### Метеоролошки прилози
Ленард је био прва особа која је проучавала оно што је названо Ленардов ефекат 1892. Ово је раздвајање електричних набоја које прати аеродинамичко разбијање капљица воде. Такође је познат као електрификација распршивањем или ефекат водопада.
Он је спровео студије о дистрибуцији величине и облика кишних капи и конструисао нови аеротунел у коме су капљице воде различитих величина могле да остану непокретне неколико секунди. Он је био први који је препознао да велике капи кише нису у облику суза, већ су у облику налик на лепиње за хамбургер.